# Fredrikstad Stadion
 (avril 2025).
Le Fredrikstad Stadion est un stade situé à Fredrikstad, en Norvège, inauguré en 2007.
Il est par ailleurs le stade-résident du club de football du Fredrikstad FK évoluant en Tippeligaen.